# Nyamapanda
Nyamapanda ist eine kleine Grenzstadt mit etwa 1800 Einwohnern (Schätzung 2006) in der Provinz Mashonaland East in Simbabwe.

## Geografie
Sie befindet sich an der Grenze zu Mosambik gegenüber dem Ort Aldeia Chuchamano im Distrikt Mudzi. Nyamapanda liegt auf etwa 620 m Höhe an der gut frequentierten und durchgehend asphaltierten Schnellstraße A2, Harare-Tete-Blantyre.

## Wirtschaft
Ein Regierungsbericht beklagt 2005, dass die Menschen in dieser Grenzgegend sehr wenig Land bebauen würden. Dafür schickten sie ihre Kinder an die Grenze, um Busse zu reinigen, LKW zu entladen, Reifen zu wechseln und zur Prostitution. Nur wenige hätten richtige Berufe. Bei Nymapanda liegen verschiedene Steinbrüche. Es wird rosa Marmor, Granit und Kalkstein abgebaut, aber auch Quarz gewonnen. Das jedoch scheint wenig attraktiv.

## Grenzverkehr
Die Grenze bei Nymapanda wird hauptsächlich von LKW-Fahrern (Gonyeti = Fernverkehrsfahrer) genutzt, doch nicht nur. Hier passieren Waren legal und illegal. Zucker, Margarine, Milchpulver und Maismehl verlassen hier Simbabwe illegal in Richtung Mosambik, Malawi und Tansania. Nach Simbabwe hingegen werden vor allem Elektrogeräte und Kleider aus Asien, aber auch Drogen geschmuggelt. Der Verlust an Zolleinnahmen für Simbabwe wird für das Jahr 2006 auf täglich eine Mio. ZWL$ geschätzt. Auch werden fast täglich illegale Einwanderer aus Kongo oder Ruanda festgenommen.

### AIDS
Da die LKW-Fahrer auf ihre Abfertigung beim Zoll länger warten müssen, ist Prostitution verbreitet und damit AIDS. Die Bedingungen dafür sind dieselben wie in Chirundu. Hilfsprojekte verteilen inzwischen Kondome, Faltblätter und Plakate an die Fahrer, um der Infektionen Herr zu werden.

### Landminen
Ein weiteres Problem sind die Landminenfelder entlang der Grenze aus dem Bürgerkrieg in Mosambik. 130 km wurden bisher geräumt, wobei über 7000 Minen entschärft wurden. Weitere 205 km müssen noch geräumt werden.

## Trivia
In einem Bericht von The Herald im Mai 2006 stand, dass ein Mann in Nyamapanda bei einem Wetttrinken tot zusammengebrochen sei – Motto: the winner takes it all: Preisgeld ZWL$ 50.000, zu jener Zeit gut 5000 €.